# 세상은 넓고 할일은 많다
《세상은 넓고 할일은 많다》는 대한민국의 기업인이자 대우그룹의 창업주인 김우중 회장의 자전적 에세이이다. 1989년에 대우그룹이 전성기를 달리던 때 출판돼 밀리언셀러를 기록했다. 대우그룹의 창업 이야기, 국내 기업에서 글로벌 기업으로 발돋움하기까지의 경영 이야기를 담았다.